# اللويزة (جزين)
اللويزة هي إحدى القرى اللبنانية من قرى قضاء جزين في محافظة الجنوب.

## الموقع والجغرافيا
ترتفع اللويزة عن البحر نحو 850 م
تبعد عن بيروت 80 كلم، وعن مركز المحافظة صيدا 37 كلم، وعن مركز القضاء جزين 18 كلم.
ينبع من القرية نبع الطاسة الذي يغذي القرى المجاورة بالمياه.